# Мемориал артбатареи «А» — памятник «Взрыв»

Мемориальный памятник «Взрыв», Ореховая (Воронья) гора, рубеж обороны советских войск в 1941 году

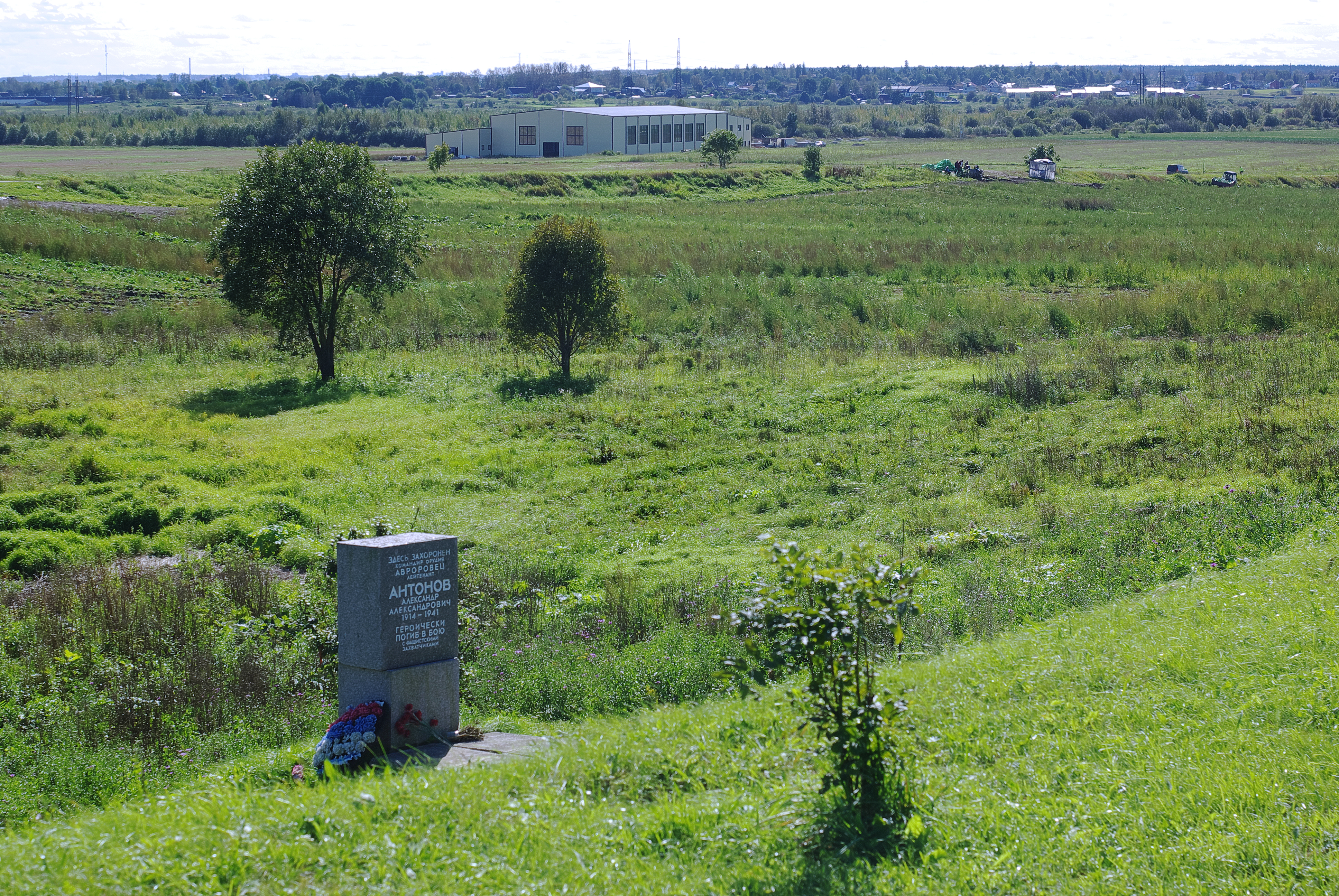
Могила командира 2-го орудия артиллерийской батареи «А» — «Аврора», А. А. Антонова.

Мемориал «Взрыв», посвящённый морякам артбатареи «А» расположен на поле, в лощине между горами Ореховая и Кирхгоф, ближе к горе Ореховая, в д. Мурилово, Санкт-Петербург между посёлками Пикколово и Перекюля. На этом месте, по преданию, 11 сентября 1941 года взорвали себя не пожелавшие сдаться в плен фашистам два моряка-артиллериста батареи специального назначения «Аврора». Выполнен по проекту архитектора мастерской № 9 Ленпроекта А. Д. Левенкова, автора мемориального комплекса «Цветок жизни», памятников на «Дороге Жизни» — «Балтийские крылья», «Катюша». Общественными инициаторами строительства выступили ветеран ВОВ, военврач батареи, вдова А. В. Смаглия А. Г. Павлушкина, и ветеран ВОВ, её второй супруг — В. П. Туркин.
Является объектом культурного наследия РФ, код памятника: 4701075002
Исходя из сохранившихся фотоснимков В. П. Туркина, — до 1963 года на позиции памятника сохранялась землянка времён ВОВ, отнесённая А. Г. Павлушкиной к землянке А. А. Антонова, командира 2-го орудия. Так же в фотоальбоме А. Г. Павлушкиной, хранящемся в Музее обороны Ленинграда, под одним из фотоснимков времён строительства мемориала есть подпись : «…На снимке виден якорь петровских времён, поднятый со дна р. Невы…». Эта фраза относится к большому якорю, лежащему и поныне перед памятником.

## Описание мемориала
В состав мемориала «Морякам-Авроровцам» входят:
- Памятник под названием «Взрыв», состоящий из фигурно сваренных между собой, разнесённых лучами в небо — стальных балок[2]. Обычно окрашен в красный либо кирпичный цвет, символизирует произошедший взрыв, унёсший жизни артиллеристов.
- Якорь Петровских времён[2].
- Воинская реликвия — историческая станины 2-го орудия артиллерийской батареи «Аврора».
- Две бетонные мемориальные плиты с текстами:

«Здесь славные Герои полегли…
В суровый час взорвав себя с врагами,
Они навек в бессмертие ушли,
И навсегда остались вместе с нами»

«На этом месте в сентябре 1941 года моряки орудия № 2 крейсера „Аврора“ под командованием лейтенанта Антонова А. А. сражались с фашистами до последнего снаряда»
- Могила командира 2-го орудия А. А. Антонова, с такой же надписью на гранитной надгробной плите, стоящей на каменном пьедестале.